# Trouble for Nothing
Trouble for Nothing er en britisk stumfilm fra 1916 af Maurice Elvey.

## Medvirkende
- Guy Newall som Cuthbert Cheese.
- Hayford Hobbs.
- Jeff Barlow.
- Winifred Sadler.